# Kenilworth Road
Kenilworth Road – stadion piłkarski znajdujący się w mieście Luton, w Wielkiej Brytanii. Został oddany do użytku w 1905. Od tego czasu swoje mecze na tym obiekcie rozgrywa zespół Luton Town F.C. Po licznych przebudowach obiektu, jego pojemność wynosi 10 226 miejsc. Rekordową frekwencję, wynoszącą 30 069 osób, odnotowano w 1959 podczas meczu Pucharu Anglii pomiędzy drużyną gospodarzy a Blackpool F.C.